# Пожинская
По́жинская — деревня в муниципальном округе Егорьевск Московской области России.

## География
Деревня Пожинская расположена в северо-восточной части муниципального округа Егорьевск, примерно в 32 киломтерах к северо-востоку от города Егорьевск. В 1 километре к западу от деревни протекает река Полиха. Высота над уровнем моря 130 метров.

## Название
Упоминается в 1709 году. Название происходит от термина пожня — «сенокосное угодье на росчисти или бывшей пашне; сенокосное угодье; покос».

## История
В XVII веке деревня входила в волость Вышелесский Остров Владимирского уезда.
На момент отмены крепостного права деревня принадлежала помещику Морозову. После 1861 года деревня вошла в состав Горской волости Егорьевского уезда. Приход находился в селе Остров.
В 1926 году деревня входила в Алексино-Шатурский сельсовет Лузгаринской волости Егорьевского уезда. В 1927—1939 годах — центр Пожинского сельсовета.
До 1994 года Пожинская входила в состав Большегридинского сельсовета Егорьевского района, в 1994—2004 годы — Большегридинского сельского округа, а в 2004—2006 годы — Саввинского сельского округа.
Входит в состав сельского поселения Саввинское.

## Демография
В 1885 году в деревне проживало 722 человека, в 1905 году — 813 человек (402 мужчины, 411 женщин), в 1926 году — 997 человек (454 мужчины, 543 женщины). По переписи 2002 года — 148 человек (63 мужчины, 85 женщин). Население — 127 человек (2010).
| 1858 | 1859 | 1868 | 1885 | 1905 | 1926 | 2002 |
| ---- | ---- | ---- | ---- | ---- | ---- | ---- |
| 442  | ↘417 | ↗504 | ↗722 | ↗813 | ↗997 | ↘148 |
| 2006 | 2010 |      |      |      |      |      |
| ↘140 | ↘127 |      |      |      |      |      |